# جشنواره فیلم کن ۱۹۶۳
شانزدهمین دوره جشنواره فیلم کن در روزهای در ۰۹–۲۳ می ۱۹۶۳. برگزار شد. در این دوره ۲۵ فیلم به رقابت پرداختند که فیلم پلنگ ساختهٔ لوکینو ویسکونتی برنده نخل طلا شد.

## برندگان
- نخل طلا: پلنگ (فیلم) توسط لوکینو ویسکونتی
- جایزه هیئت داوران جشنواره فیلم کن:
  - وقتی گربه می‌آید توسط وویکش یاسنی
  - هاراکیری (فیلم ۱۹۶۲) توسط ماساکی کوبایاشی
- جایزه بهترین بازیگر مرد جشنواره فیلم کن: ریچارد هریس برای این زندگی ورزشی
- جایزه بهترین بازیگر زن جشنواره فیلم کن: مارینا ولادی برای L'ape regina
- جایزه بهترین فیلم‌نامه جشنواره فیلم کن: Dumitru Carabat, آنری کولپی and Yves Jamiaque برای Codine